# Brčko (distrikt)
Brčko distrikt (srbochorvatsky: Брчко дистрикт, Brčko distrikt) je federální distrikt v severovýchodní části Bosny a Hercegoviny. Jedná se o samosprávnou administrativní jednotku v rámci Bosny a Hercegoviny, na jejíž správě se společně podílejí Federace Bosny a Hercegoviny a Republika srbská. Distrikt zaujímá rozlohu 208 km² a žije v něm 83 516 lidí (2013). Jeho správním centrem je Brčko, která má 39 893 obyvatel (2013).
Název správního regionu neodpovídá jazykovým zvyklostem místních jazyků a je doslovným překladem z angličtiny (ta byla úředním jazykem mezinárodní správy po skončení války v Bosně a Hercegovině roku 1995). Správný název by měl znít Distrikt Brčko nebo Brčský distrikt (Distrikt Brčko, Brčanski distrikt), v tomto tvaru se ale nepoužívá.

## Historie
Distrikt Brčko byl zřízen po mezinárodní arbitráži pod patronátem OSN. V Daytonské mírové dohodě z roku 1995 postavení Brčka, resp. předválečné obce (lépe řečeno okresu), nebylo jednoznačně specifikováno. Část ovládala Republika srbská (52 %) a část Federace Bosny a Hercegoviny (48 %). Po válce OSN a poté Evropská unie zde udržovaly diplomatickou přítomnost, aby udržely mír v oblasti.
V roce 2006 byla na základě příkazu k monitorovací misi OSN zrušena veškerá „legislativa entit v okrese Brčko a na hraniční linii“. Rezoluce vydaná supervizorkou Brčka Susan Johnsonovou odstraňuje všechny zákony o federálních entitách Bosny a Hercegoviny v okrese a také ruší hraniční linii. Rozhodnutí činí ze zákonů okresu a zákonů státu Bosna a Hercegovina (včetně zákonů Socialistické republiky Bosna a Hercegovina) základní právní principy v rámci okresu.
Brčko bylo jediným prvkem Daytonské mírové dohody, který nebyl dokončen. Arbitrážní dohoda byla dokončena v dubnu 1996 a výsledkem byl „okres“, jak je uvedeno výše, který bude spravovat mezinárodní zastoupení v osobě velvyslance jmenovaného misí OBSE.
První zástupce OBSE pro oblast Brčko dorazil v červnu 1996. Před tímto datem měla Organizace pro bezpečnost a spolupráci v Evropě (OBSE) skromný zastupitelský úřad, původně řízený Randolphem Hampton. Mezitím, než mohl být okres Brčko zastoupen, jak bylo stanoveno v dohodách po arbitráži, proběhly místní volby a byly poskytnuty balíčky humanitární pomoci ve spolupráci agentur USAID a Generální ředitelství ECHO Operace evropské civilní ochrany a humanitární pomoci. Čtvrť byla známá jako centrum různých mezinárodních programů pro rekonstrukci Bosny a Hercegoviny, všechny vedené hlavně zahraničními vládami, zejména Spojenými státy.
Oblast byla zpočátku spravována mezinárodním společenstvím. Okres Brčko byl oficiálně zřízen 8. března 2000 poté, co bylo jasné, že se oba subjekty nemohou rozhodnout, která oblast by měla být přidělena každé straně. Vláda se skládá z rovných částí tří etnických skupin. Kromě vlastní správy získává kraj vlastní poštovní, daňovou a policejní legislativu.
Do srpna 2012 pomáhal místně zvoleným úředníkům mezinárodní dohlížitel. Dohledu byly svěřeny široké pravomoci, včetně pravomoci oznamovat závazná rozhodnutí. Má na starosti usnadnění návratu uprchlíků, podporu demokratické a multietnické vlády a reaktivaci ekonomiky. OBSE a EUFOR po pozastavení dohledu zůstaly v okrese přítomny a delegace Evropské unie zřídila v Brčku workshop. Mandát vysokého představitele zůstává nezměněn.
Distrikt nebyl přidělen ani jedné z entit z toho důvodu, že si na něj činily stejné nároky a hrozily opět ozbrojeným konfliktem i po uzavření míru; současný status má distrikt od roku 2000.

## Symboly
Federální distrikt užívá symboly ( Bosny a Hercegoviny. Jedná se o:
- Vlajku Bosny a Hercegoviny
- Státní znak Bosny a Hercegoviny

## Geografie
Brčko leží na řece Savě v severovýchodní části země, u hranice s Chorvatskem. Protékají tu řeky Tinja a Lukovac. Distrikt má takový tvar, že rozděluje jak Republiku srbskou, tak i Federaci Bosny a Hercegoviny na dvě části. Hraničí jak s oběma entitami, tak na severu s již zmíněným Chorvatskem. V rámci entit má hranici s kantonem Tuzla ve Federaci BiH a s regiony Doboj a Bijeljina.

## Obyvatelstvo

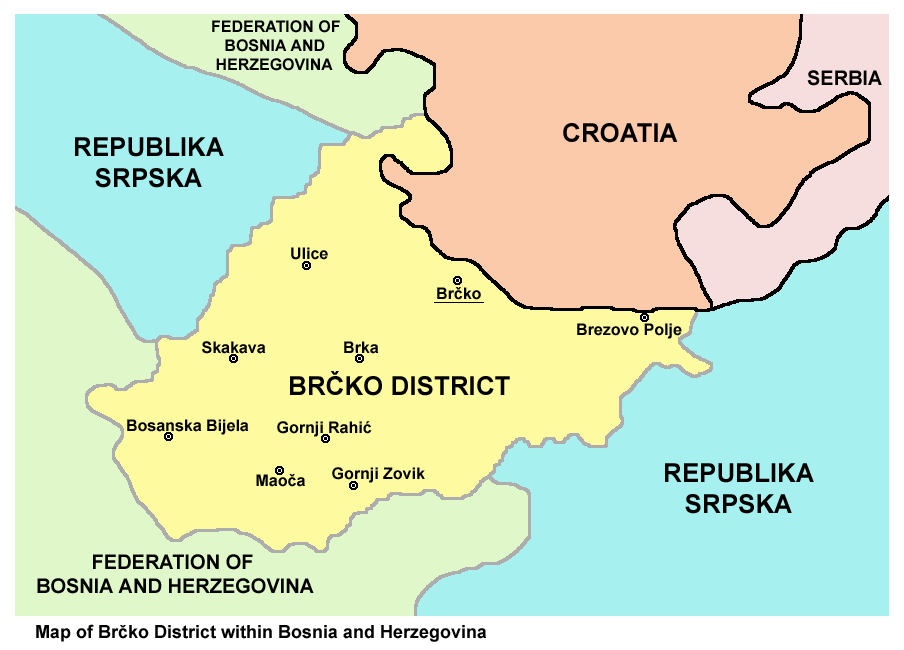
Administrativně-správní hranice obce Brčko.

Hranice obce Brčko při podpisu Daytonské mírové dohody koncem roku 1995.

Etnické složení okresu Brčko::
| Etnická skupina | scítání 1961 | scítání 1961 | scítání 1971 | scítání 1971 | scítání 1981 | scítání 1981 | scítání 1991 | scítání 1991 | scítání 2013 | scítání 2013 |
| Etnická skupina | Počet        | %            | Počet        | %            | Počet        | %            | Počet        | %            | Počet        | %            |
| --------------- | ------------ | ------------ | ------------ | ------------ | ------------ | ------------ | ------------ | ------------ | ------------ | ------------ |
| Bosňáci         | 16 484       | 26,19%       | 30 181       | 40,36%       | 32 434       | 39,19%       | 38 617       | 44,07%       | 35 381       | 42,36%       |
| Srbové          | 17 897       | 28,43%       | 17 709       | 23,68%       | 16 707       | 20,19%       | 18 128       | 20,69%       | 28 884       | 34,58%       |
| Chorvati        | 21 994       | 34,94%       | 24 925       | 33,34%       | 23 975       | 28,97%       | 22 252       | 25,39%       | 17 252       | 20,66%       |
| Jugoslávci      | 5 904        | 9,38%        | 1 086        | 1,45%        | 8 342        | 10,08%       | 5 731        | 6,54%        |              |              |
| Ostatní         | 673          | 1,07%        | 870          | 1,16%        | 1 310        | 1,58%        | 2 899        | 3,31%        | 1 999        | 2,39%        |
| Celkem          | 62 952       | 62 952       | 74 771       | 74 771       | 82 768       | 82 768       | 87 627       | 87 627       | 83 516       | 83 516       |

Sčítání lidu v roce 1961

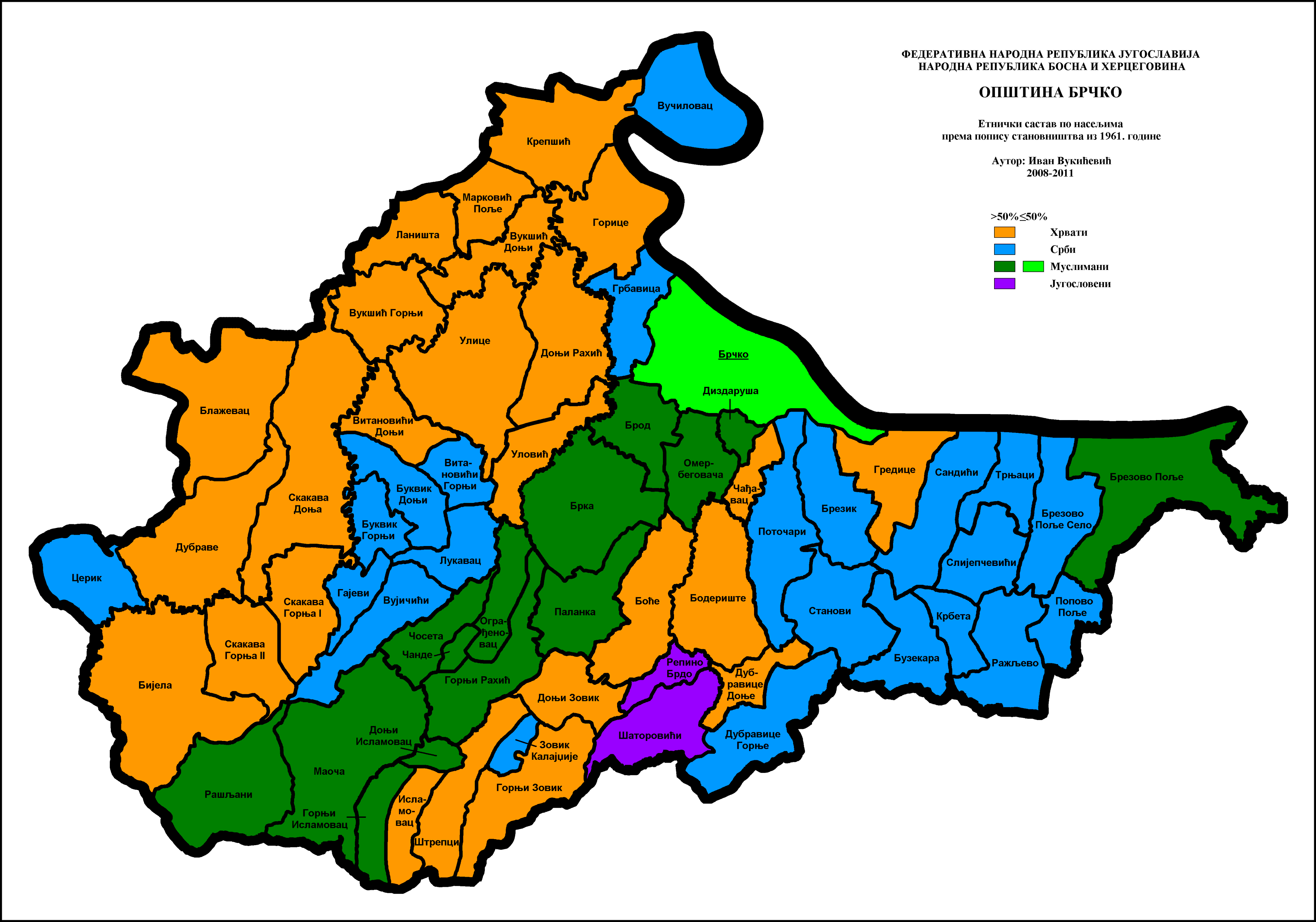
Etnická struktura Brčka podle sídel 1961
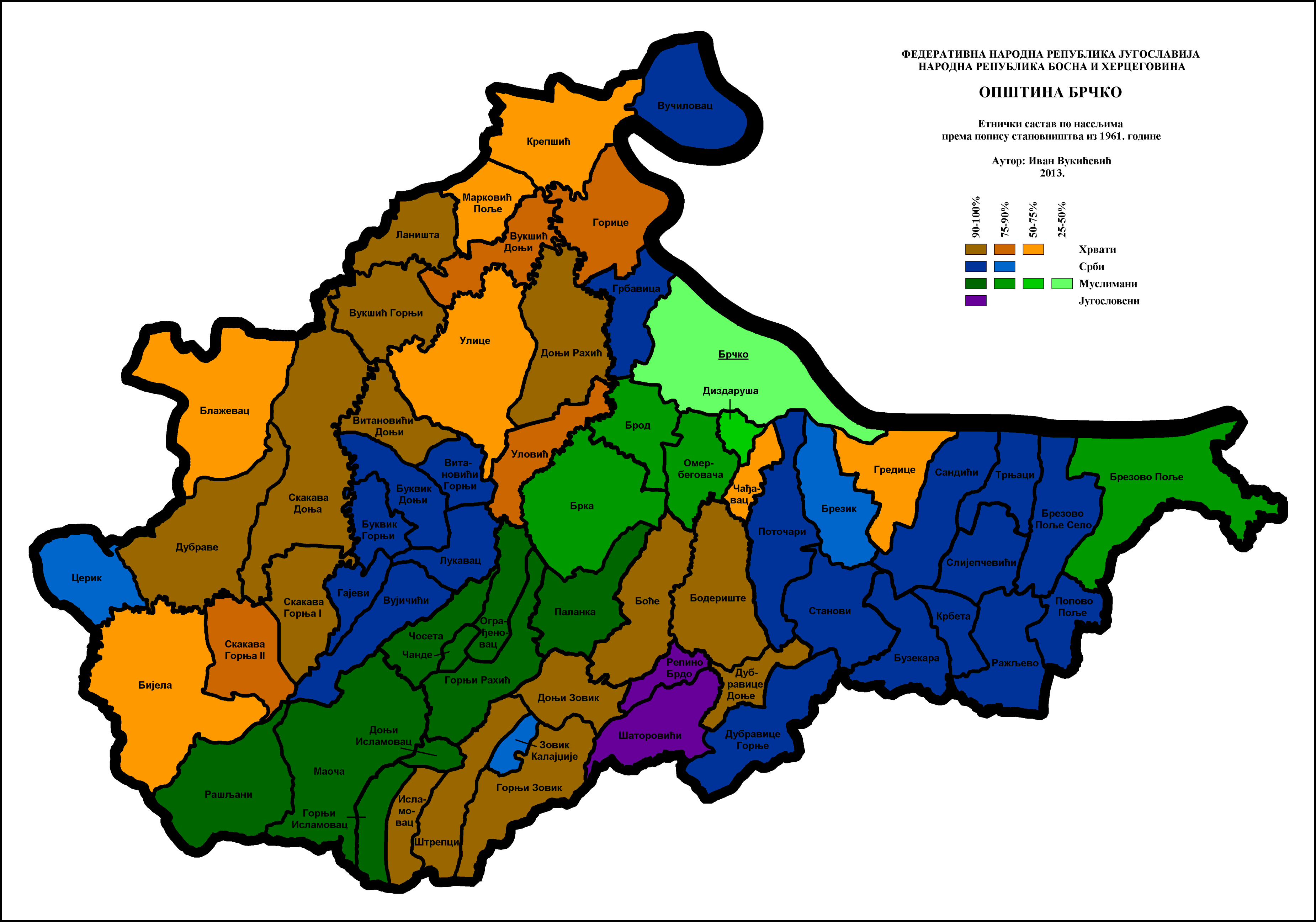
Etnická struktura Brčka podle sídel 1961
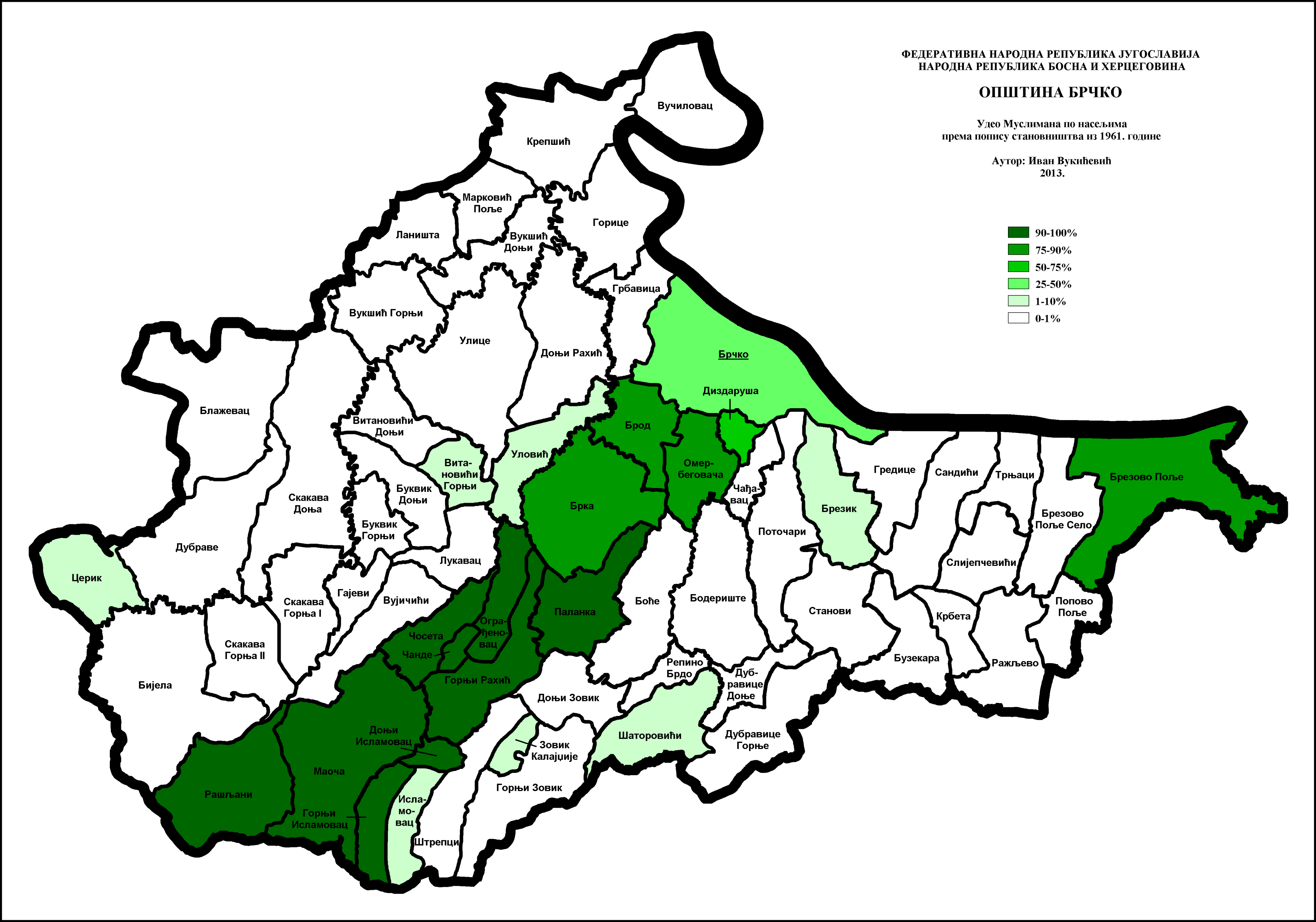
Podíl Bosňáků v Brčku podle osídlení 1961
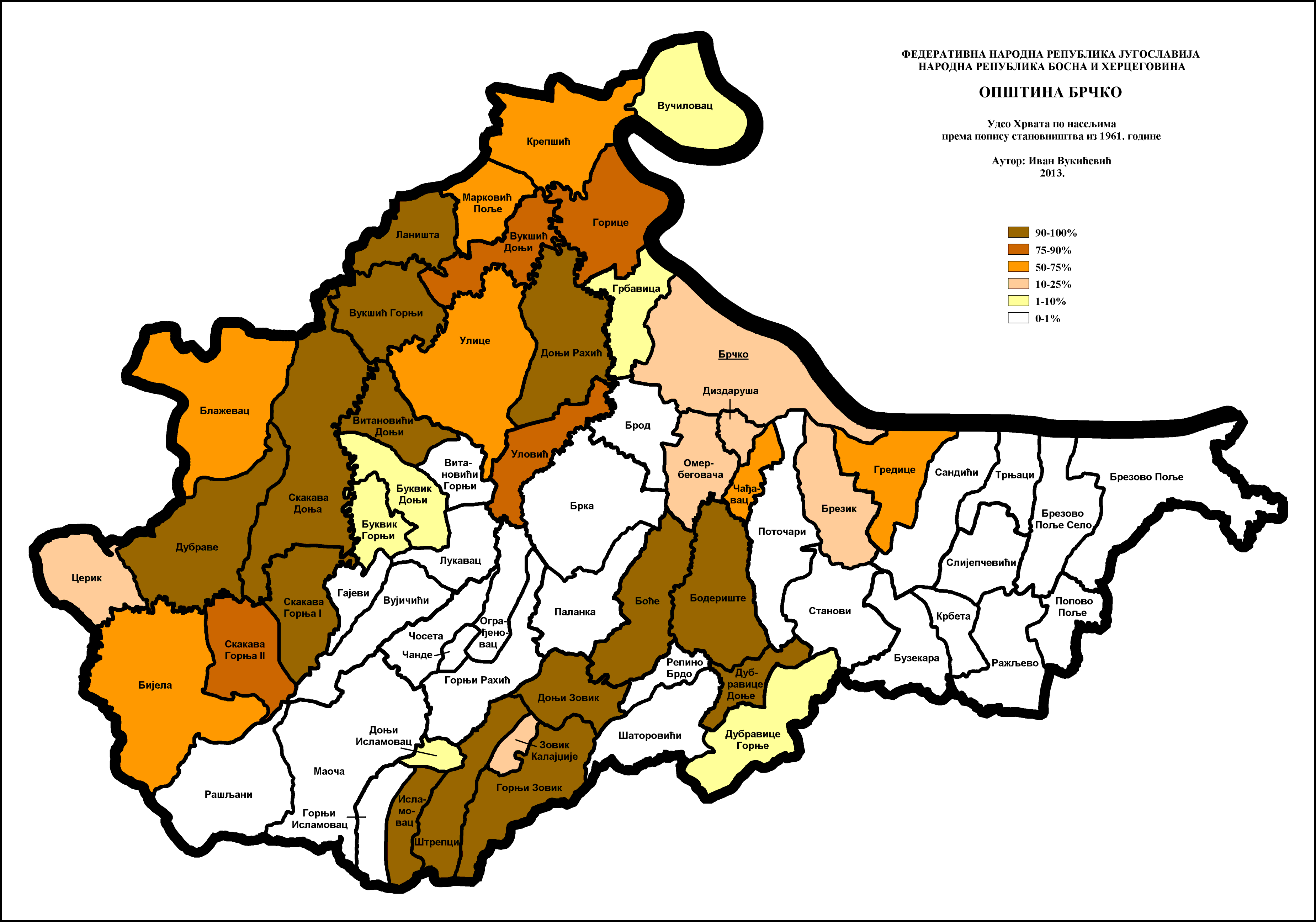
Podíl Chorvatů v Brčku podle osídlení 1961
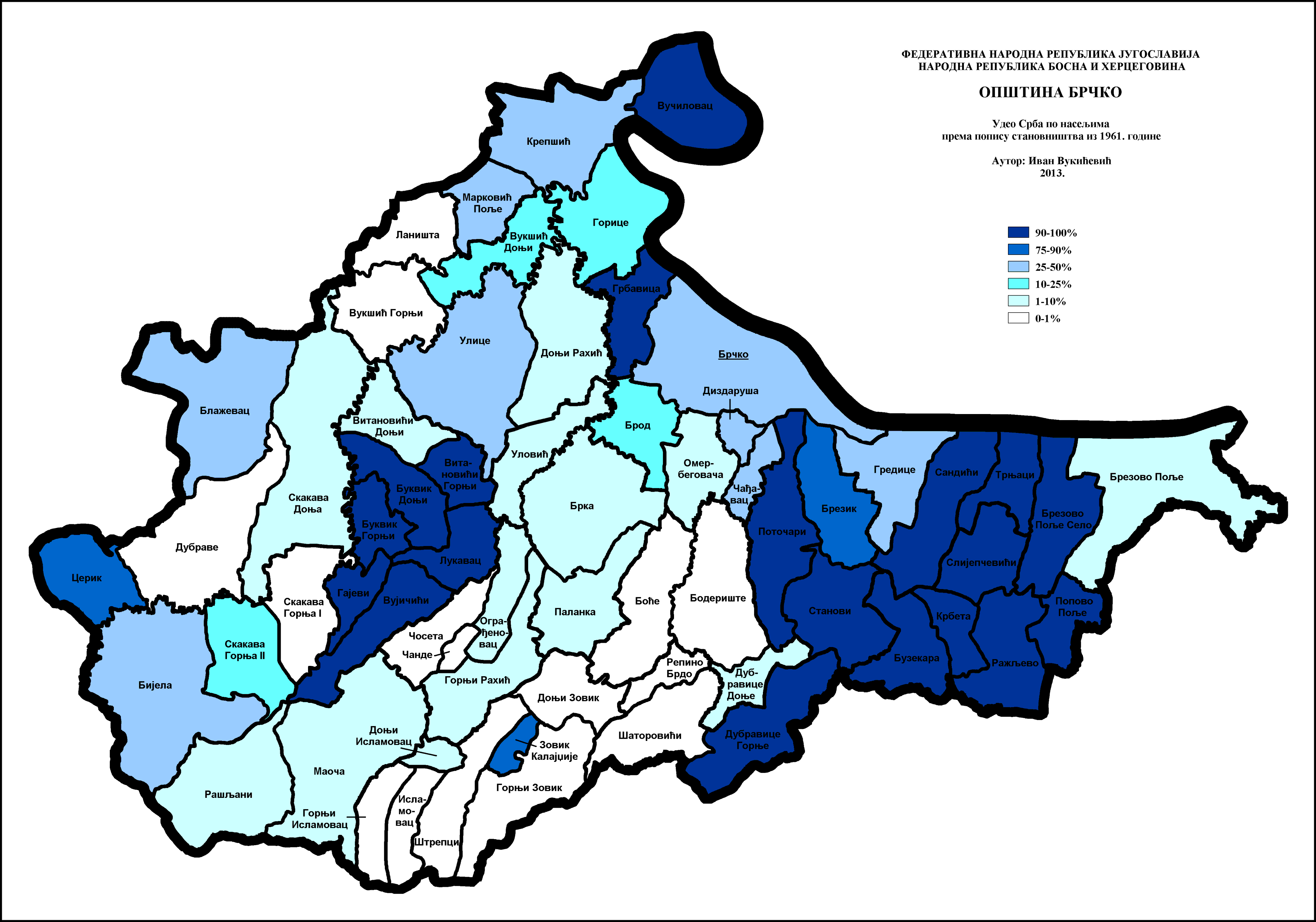
Podíl Srbů v Brčku podle osídlení 1961

Sčítání lidu v roce 1971

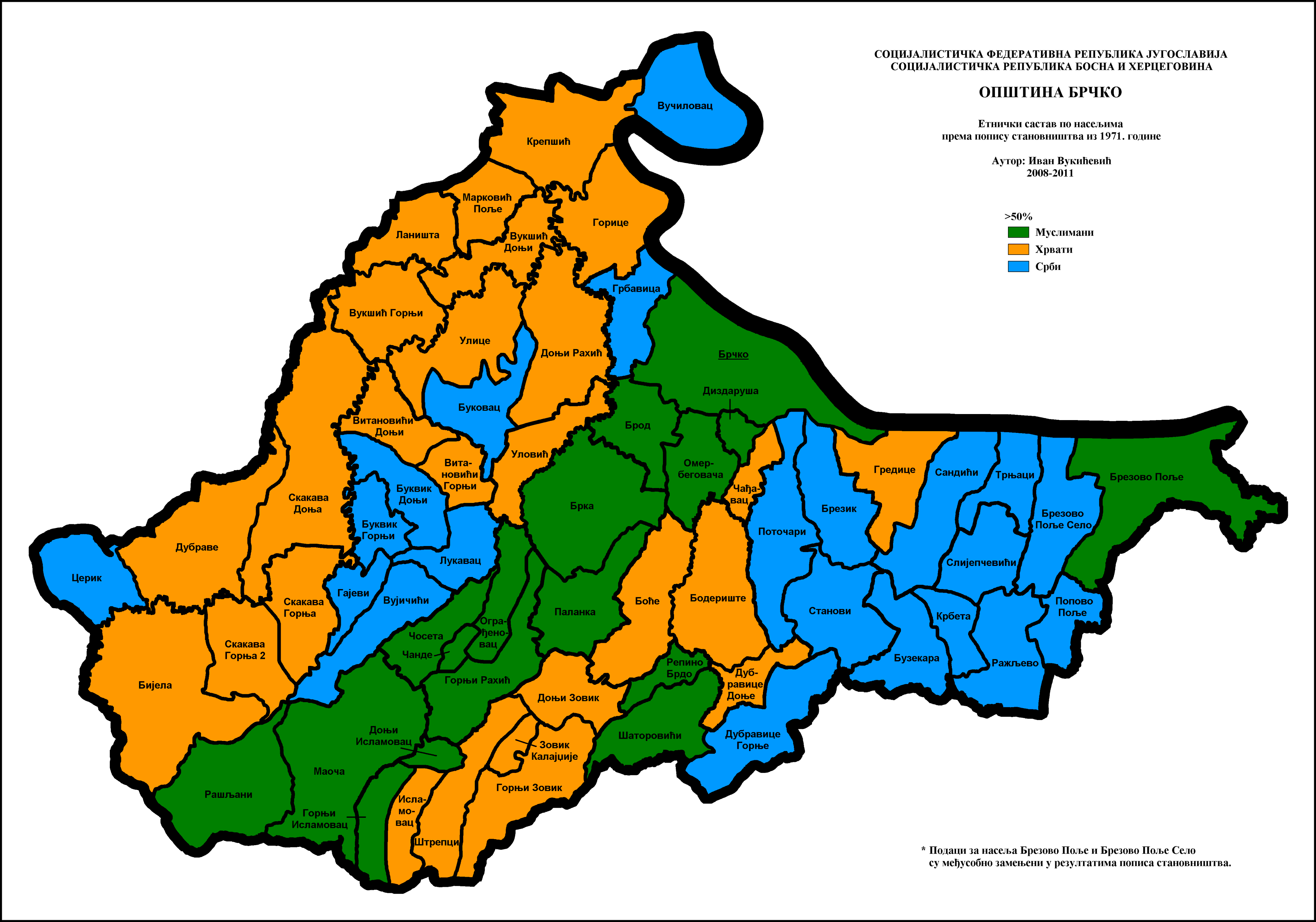
Etnická struktura Brčka podle sídel 1971
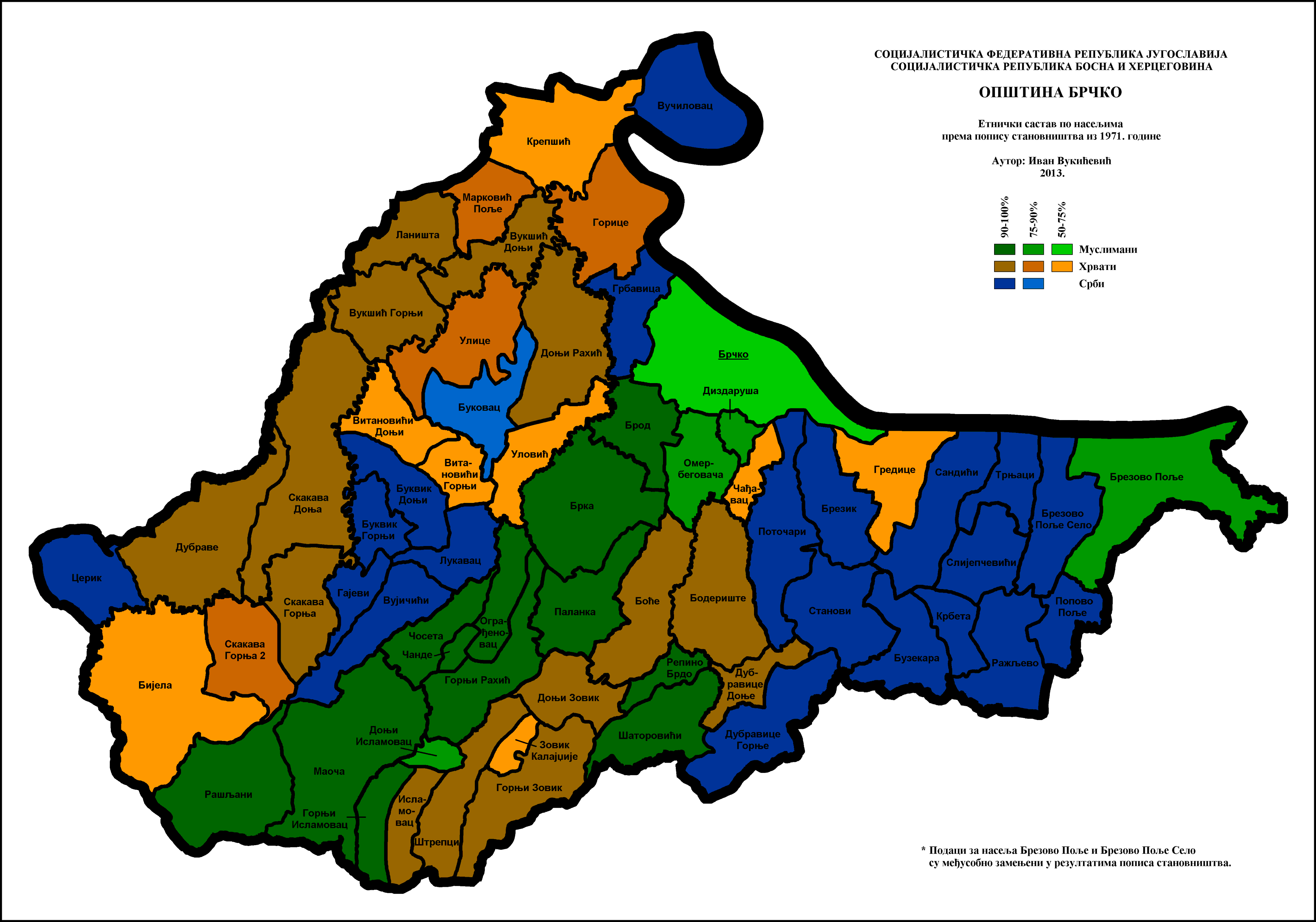
Etnická struktura Brčka podle sídel 1971
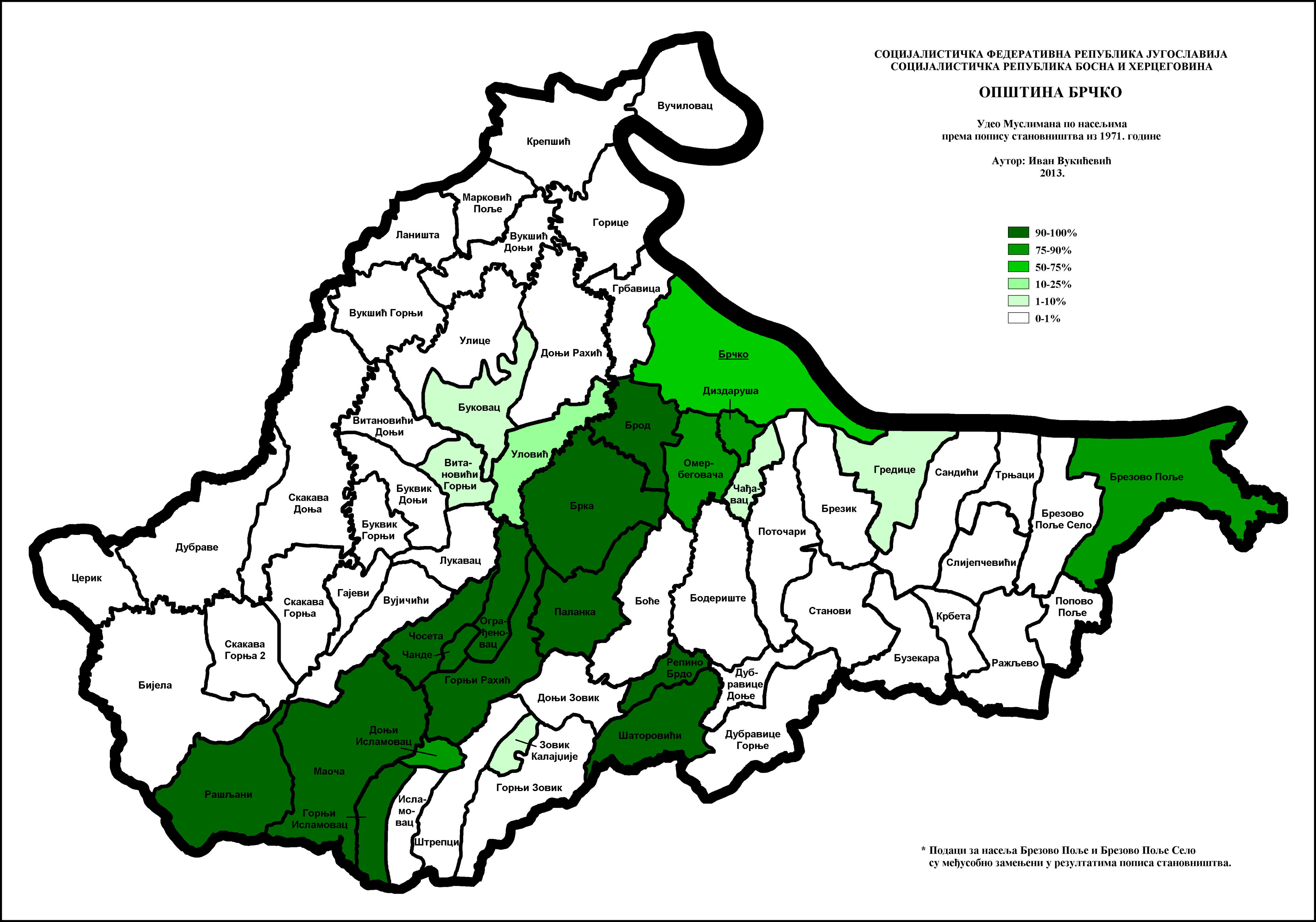
Podíl Bosňáků v Brčku podle osídlení 1971
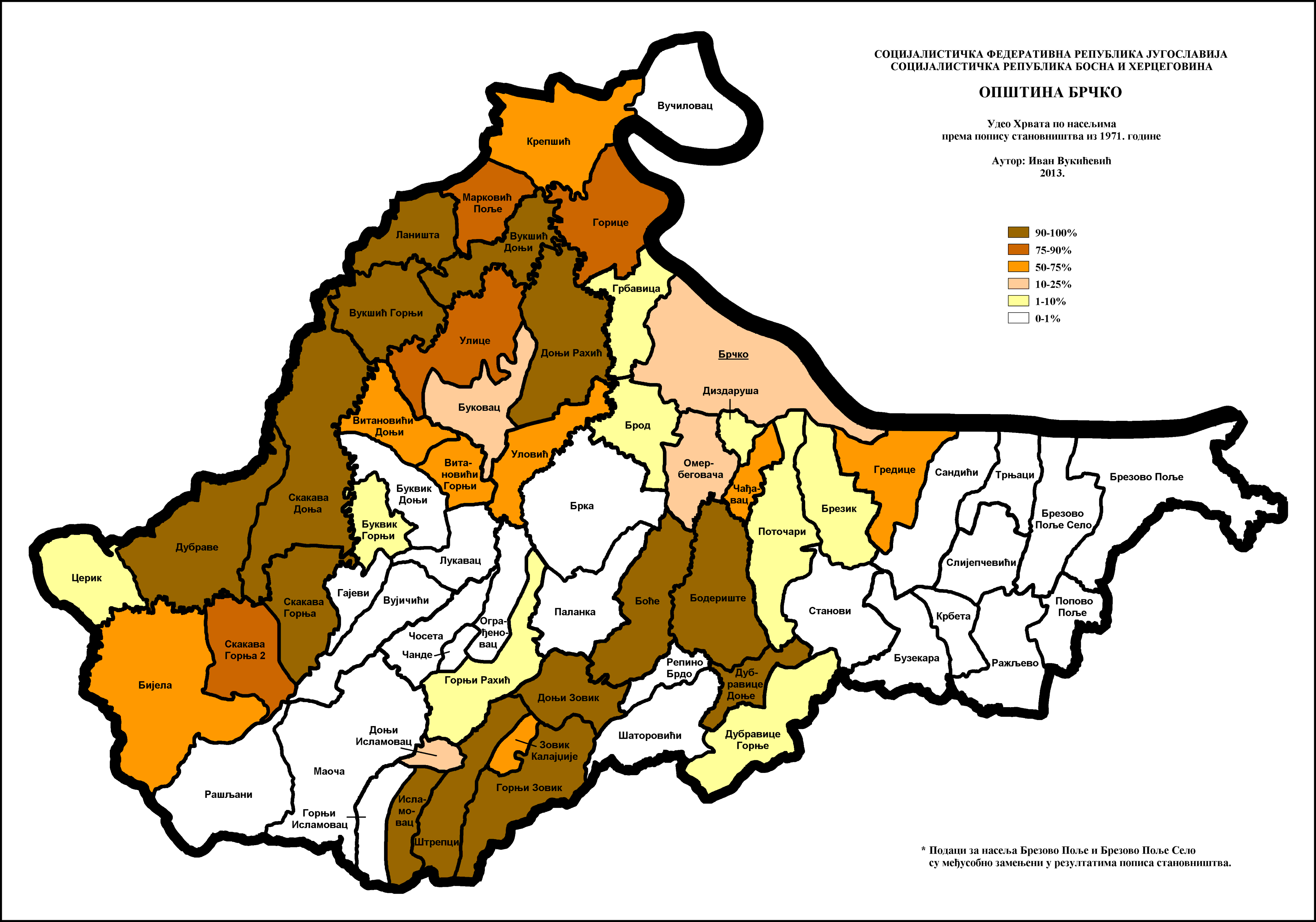
Podíl Chorvatů v Brčku podle osídlení 1971
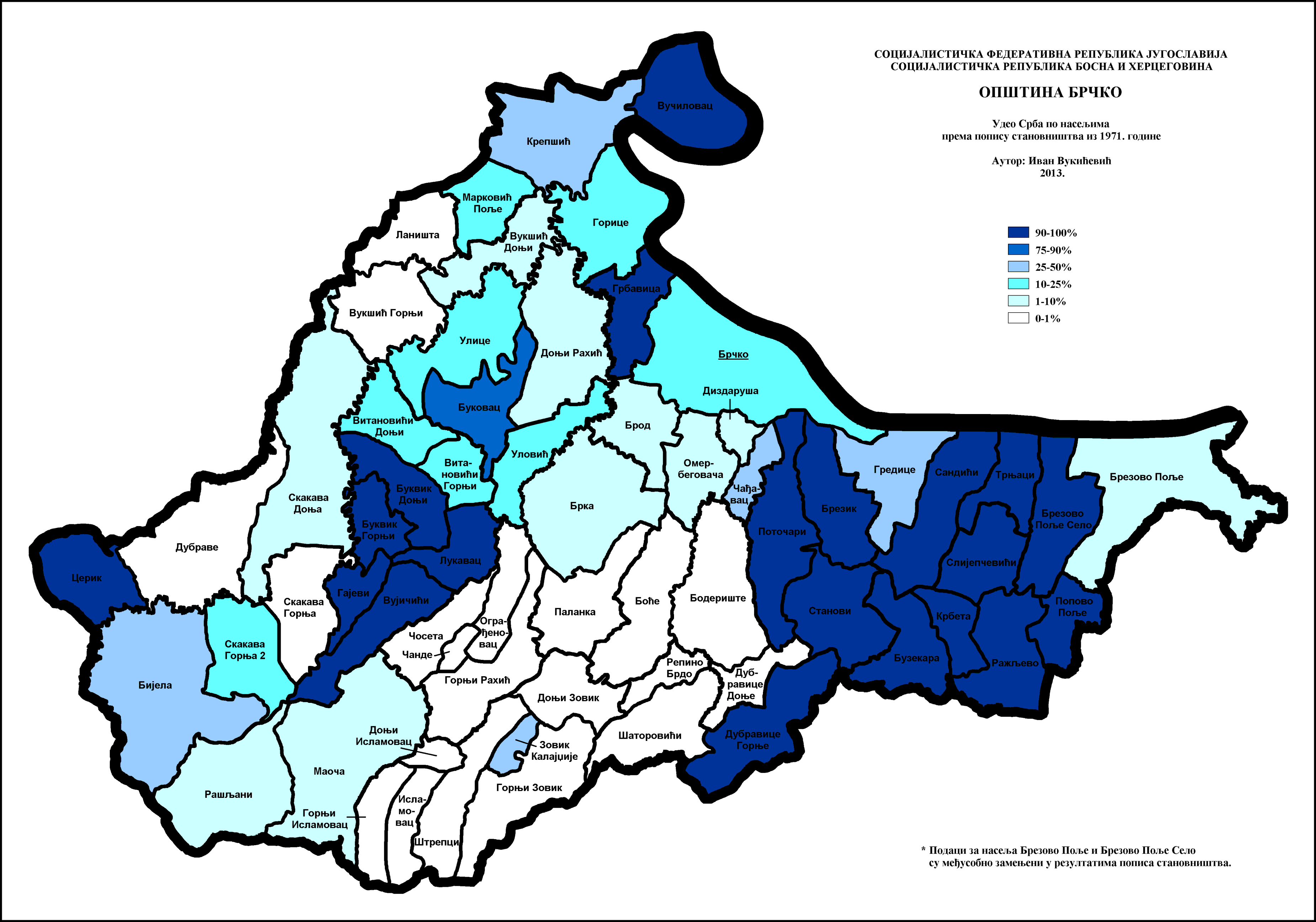
Podíl Srbů v Brčku podle osídlení 1971

Sčítání lidu v roce 1981

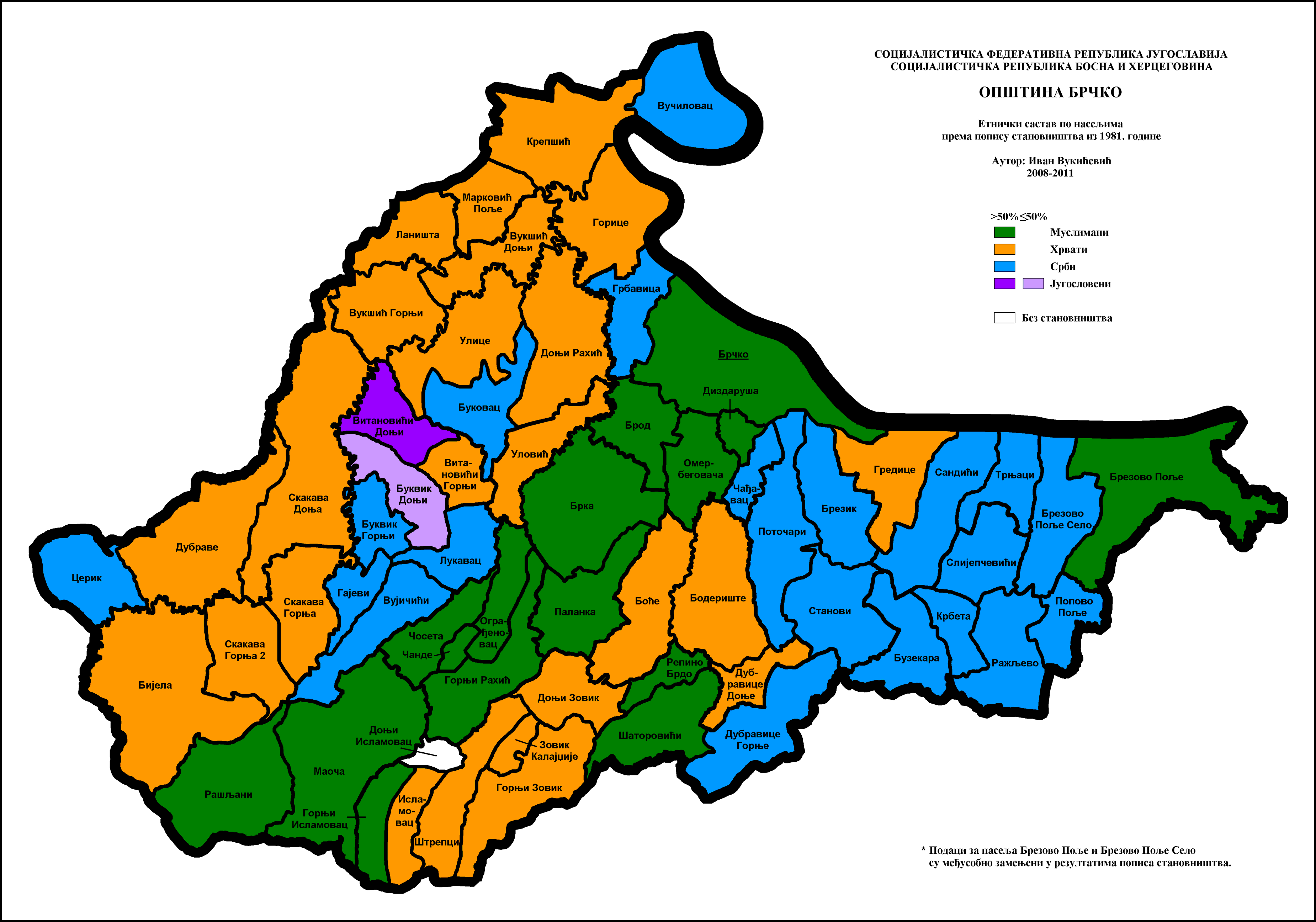
Etnická struktura Brčka podle sídel 1981
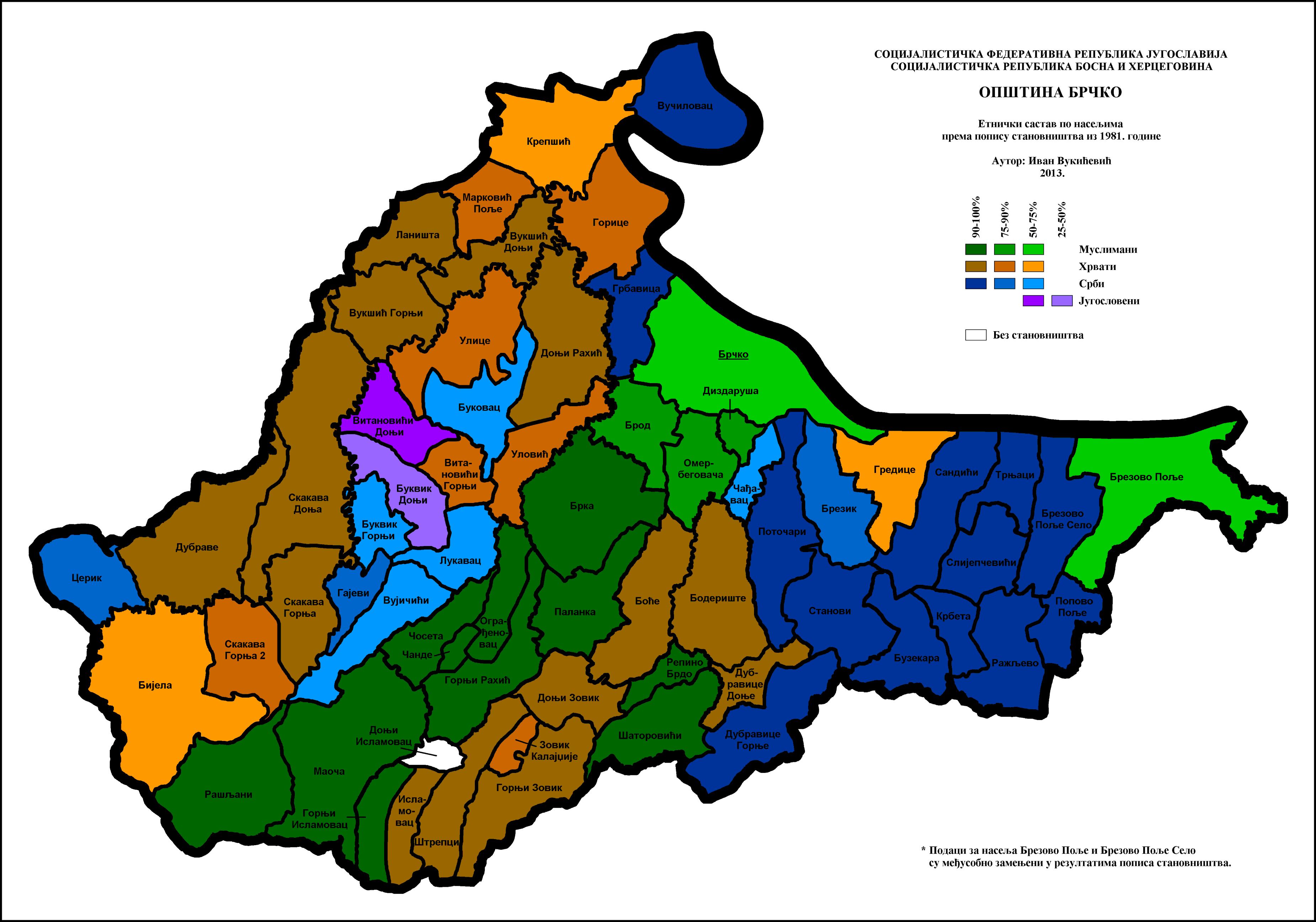
Etnická struktura Brčka podle sídel 1981
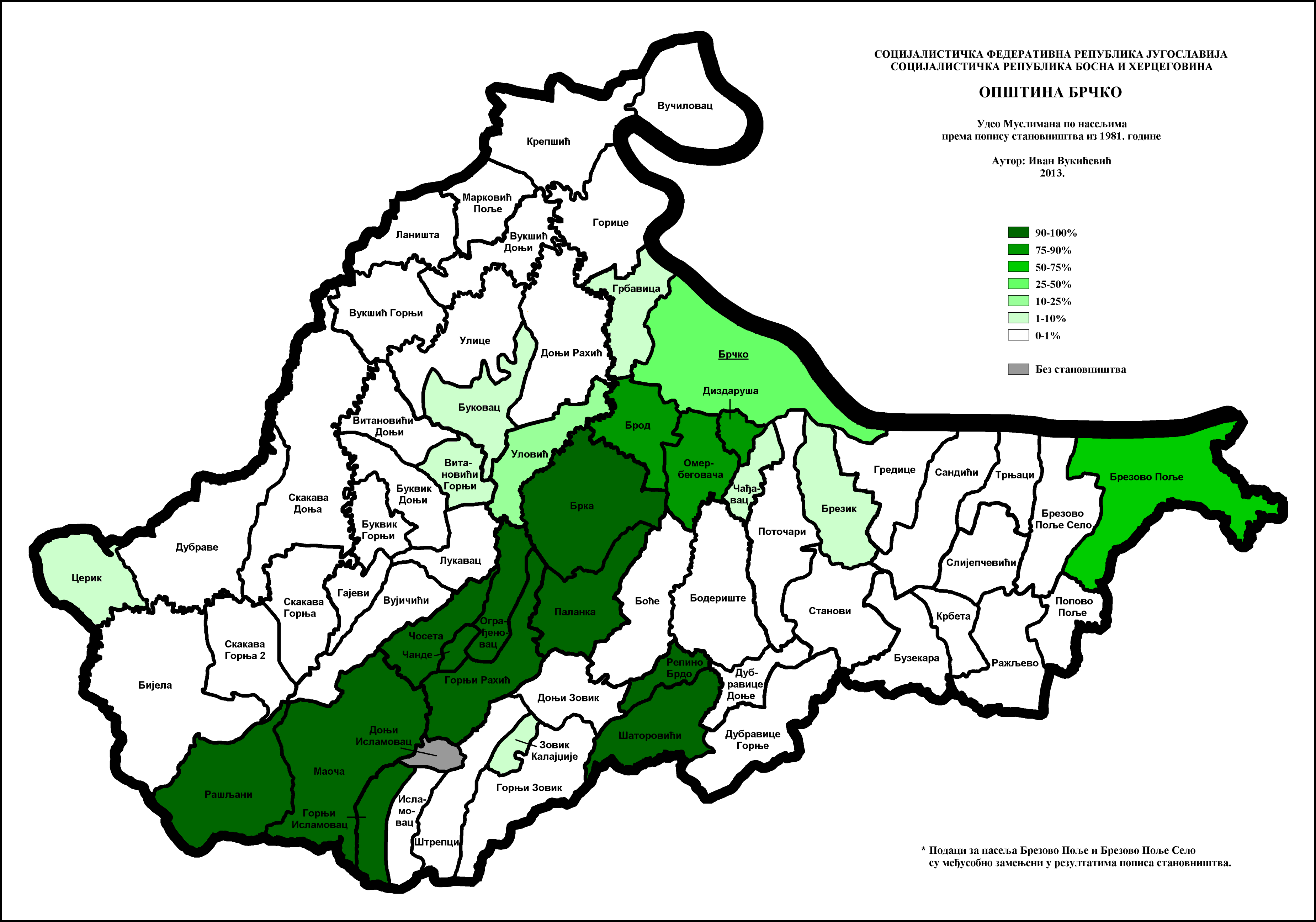
Podíl Bosňáků v Brčku podle osídlení 1981
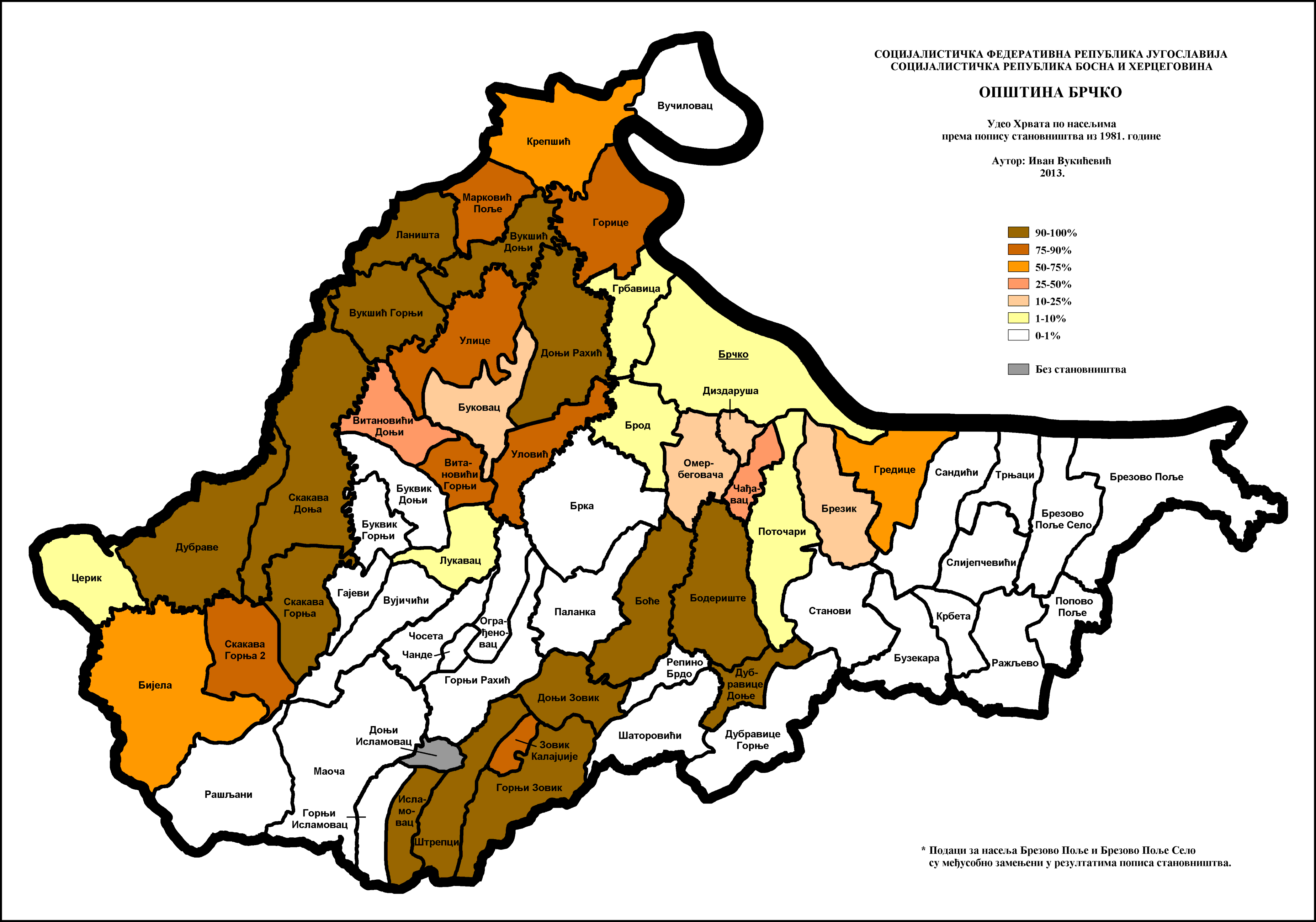
Podíl Chorvatů v Brčku podle osídlení 1981
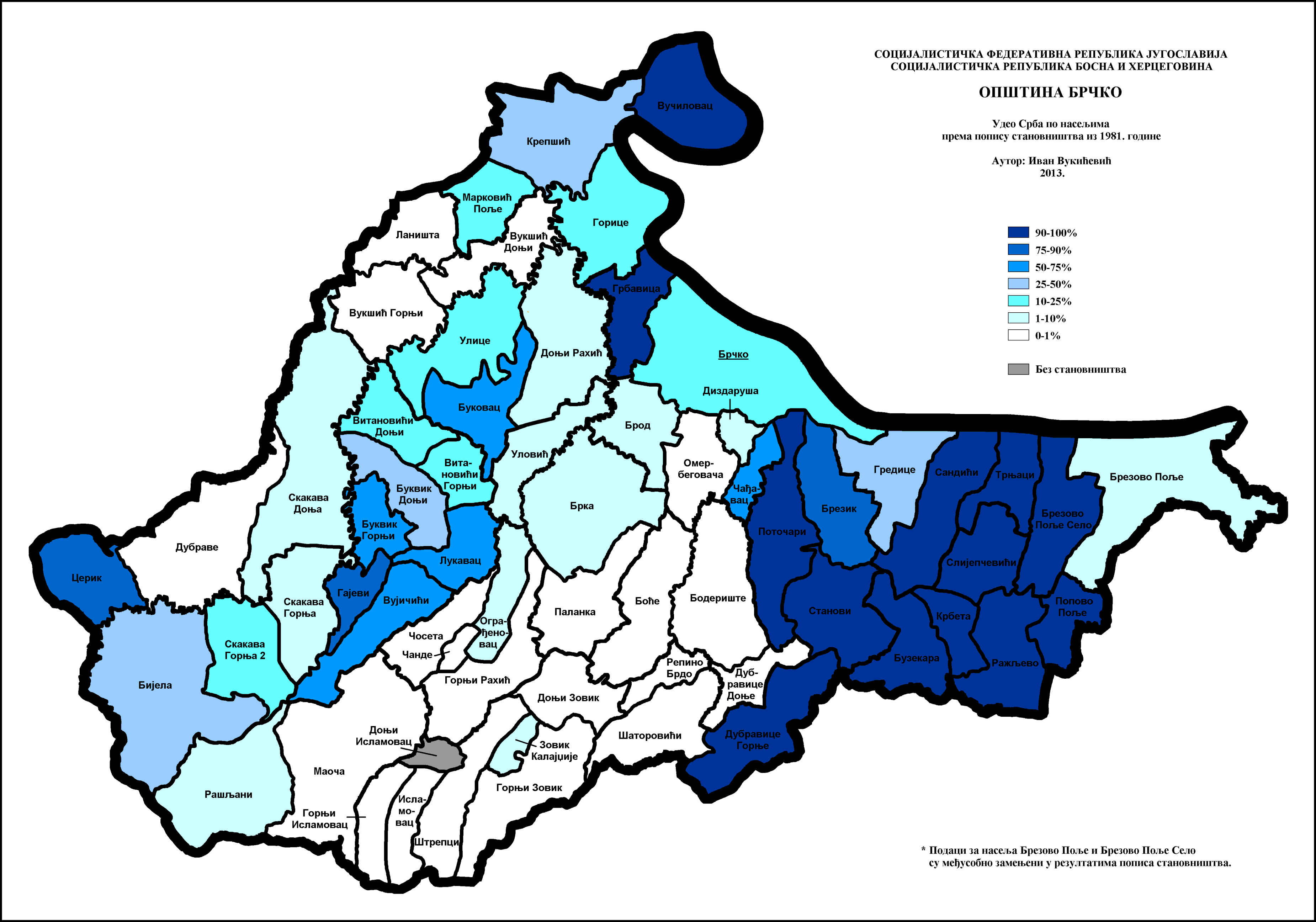
Podíl Srbů v Brčku podle osídlení 1981

Sčítání lidu v roce 1991

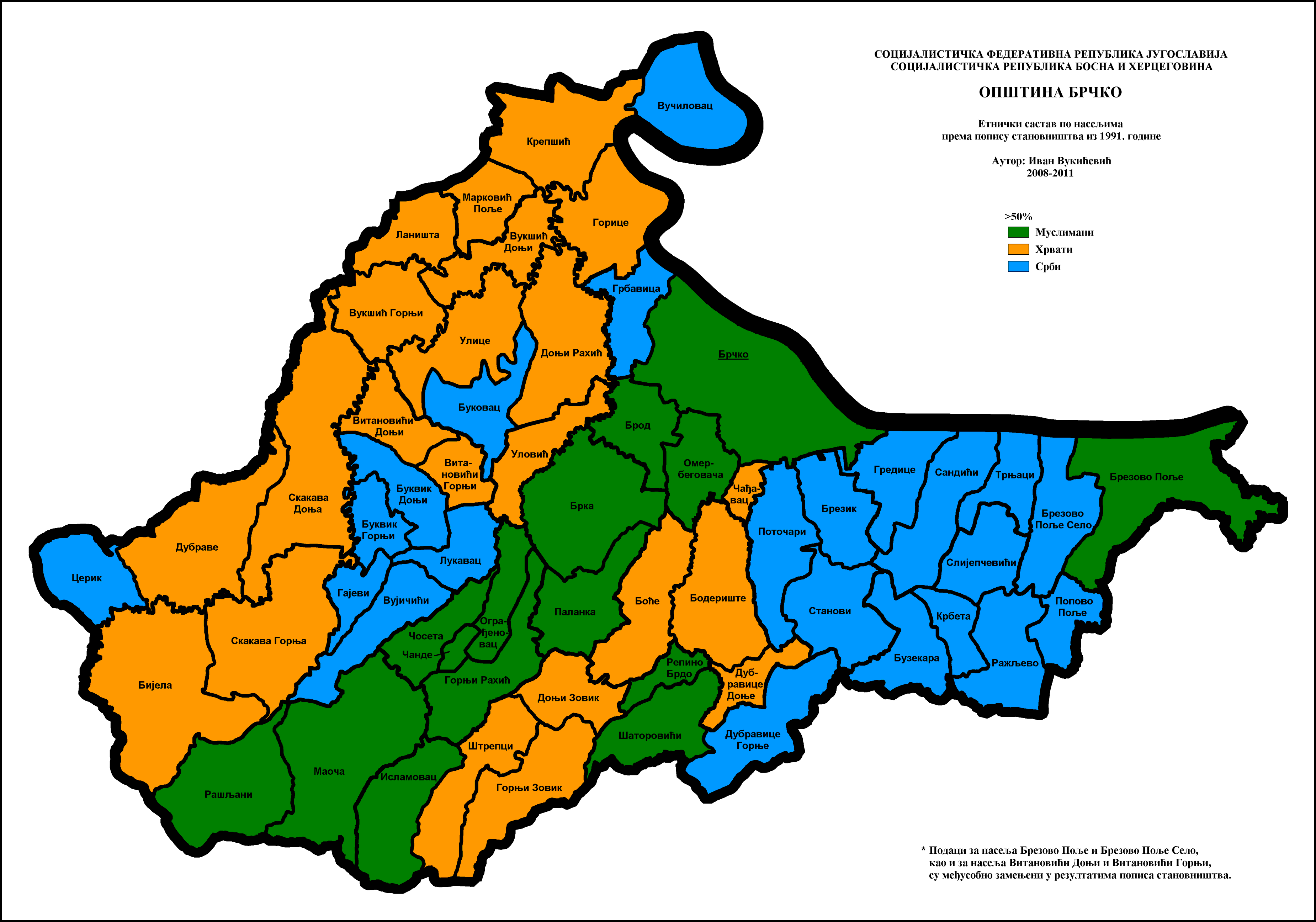
Etnická struktura Brčka podle sídel 1991
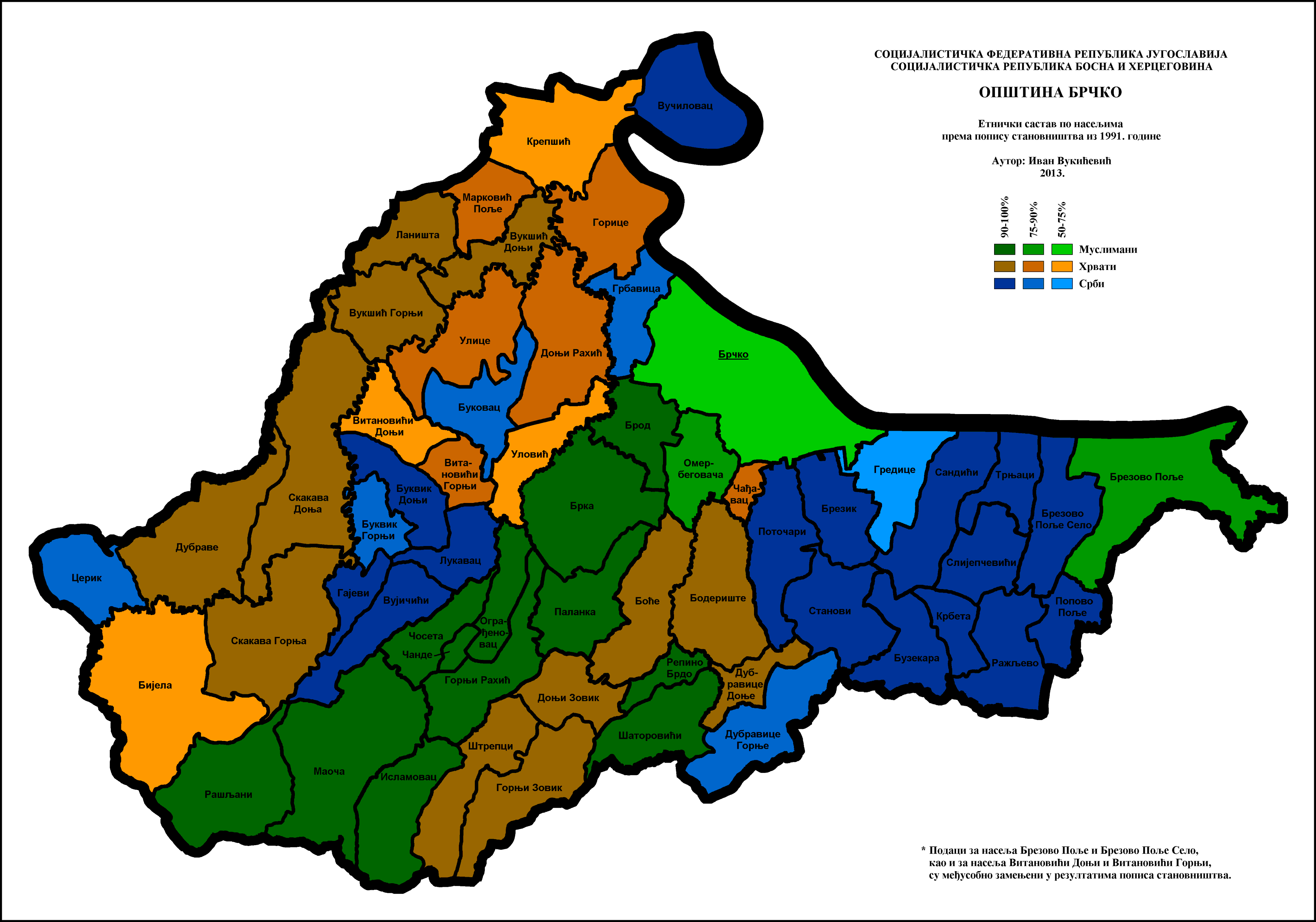
Etnická struktura Brčka podle sídel 1991
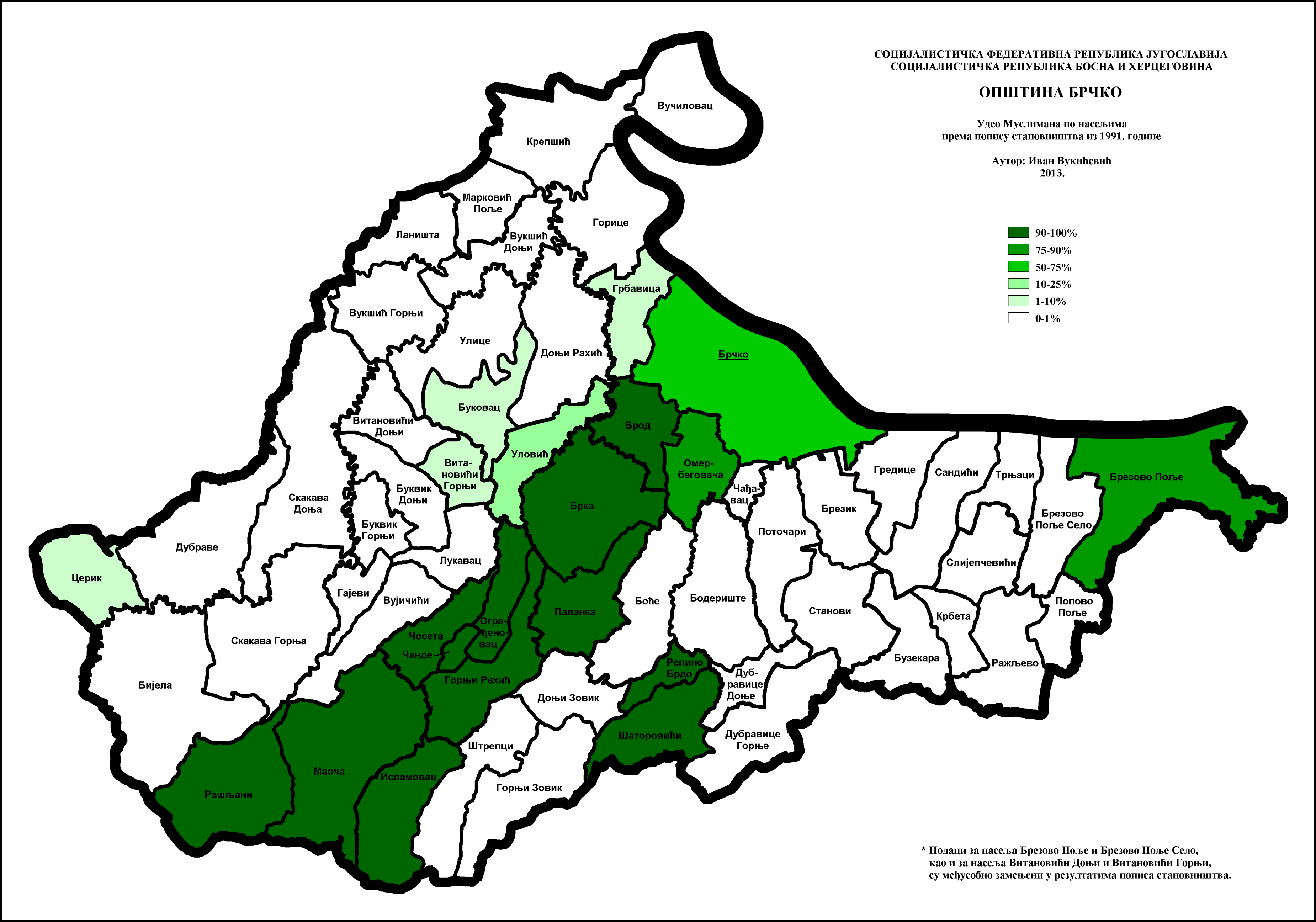
Podíl Bosňáků v Brčku podle osídlení 1991
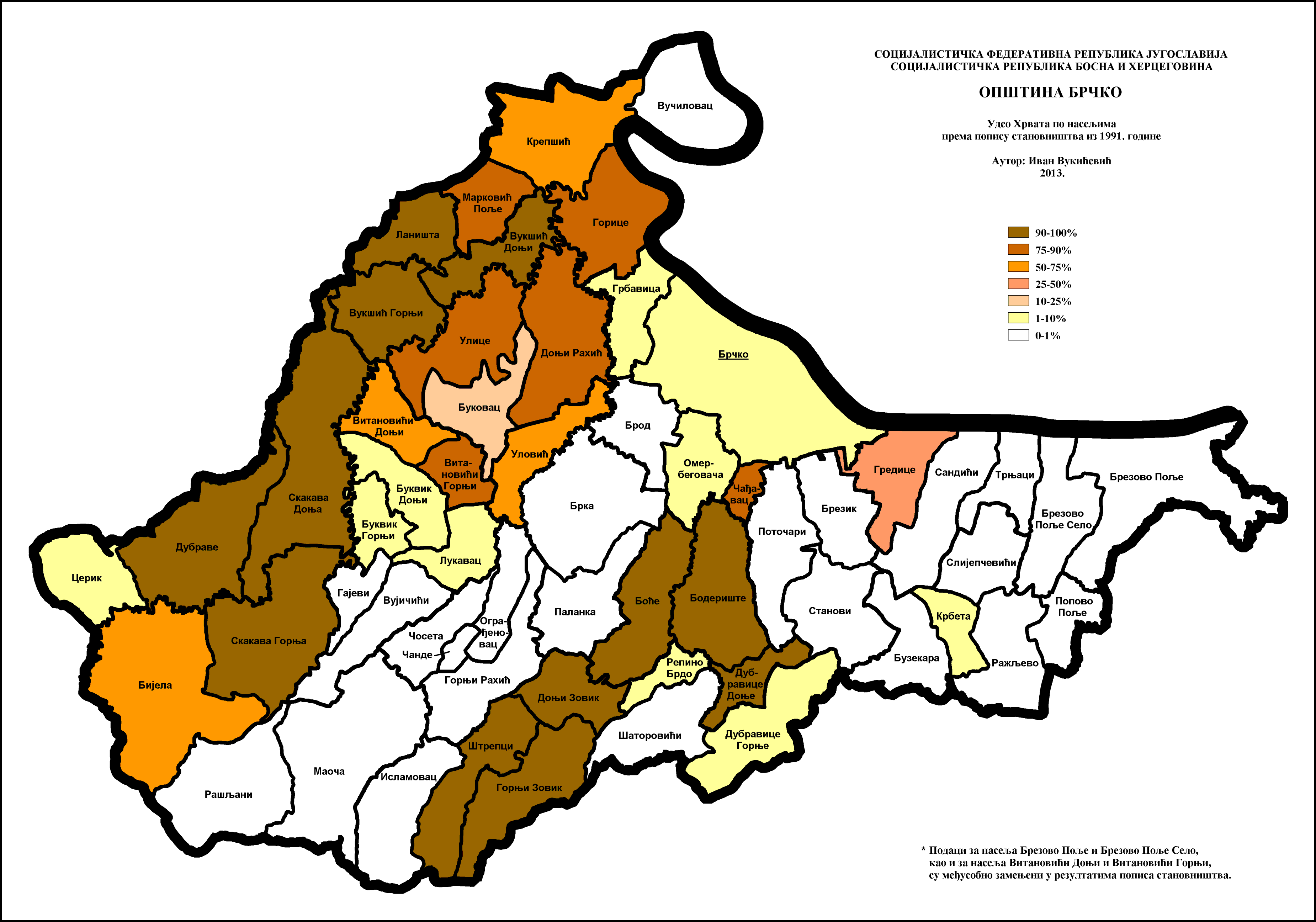
Podíl Chorvatů v Brčku podle osídlení 1991
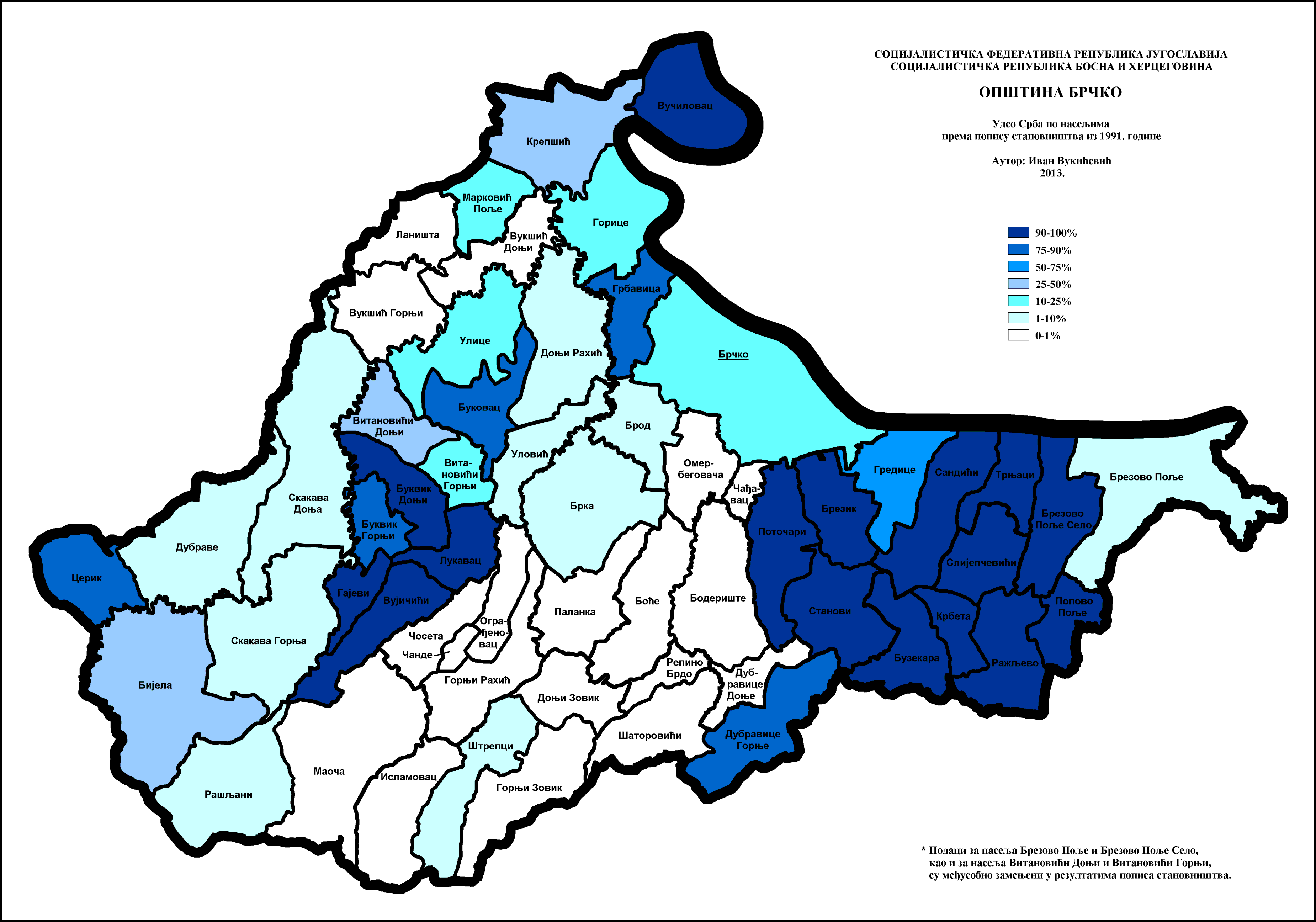
Podíl Srbů v Brčku podle osídlení 1991

Sčítání 2013

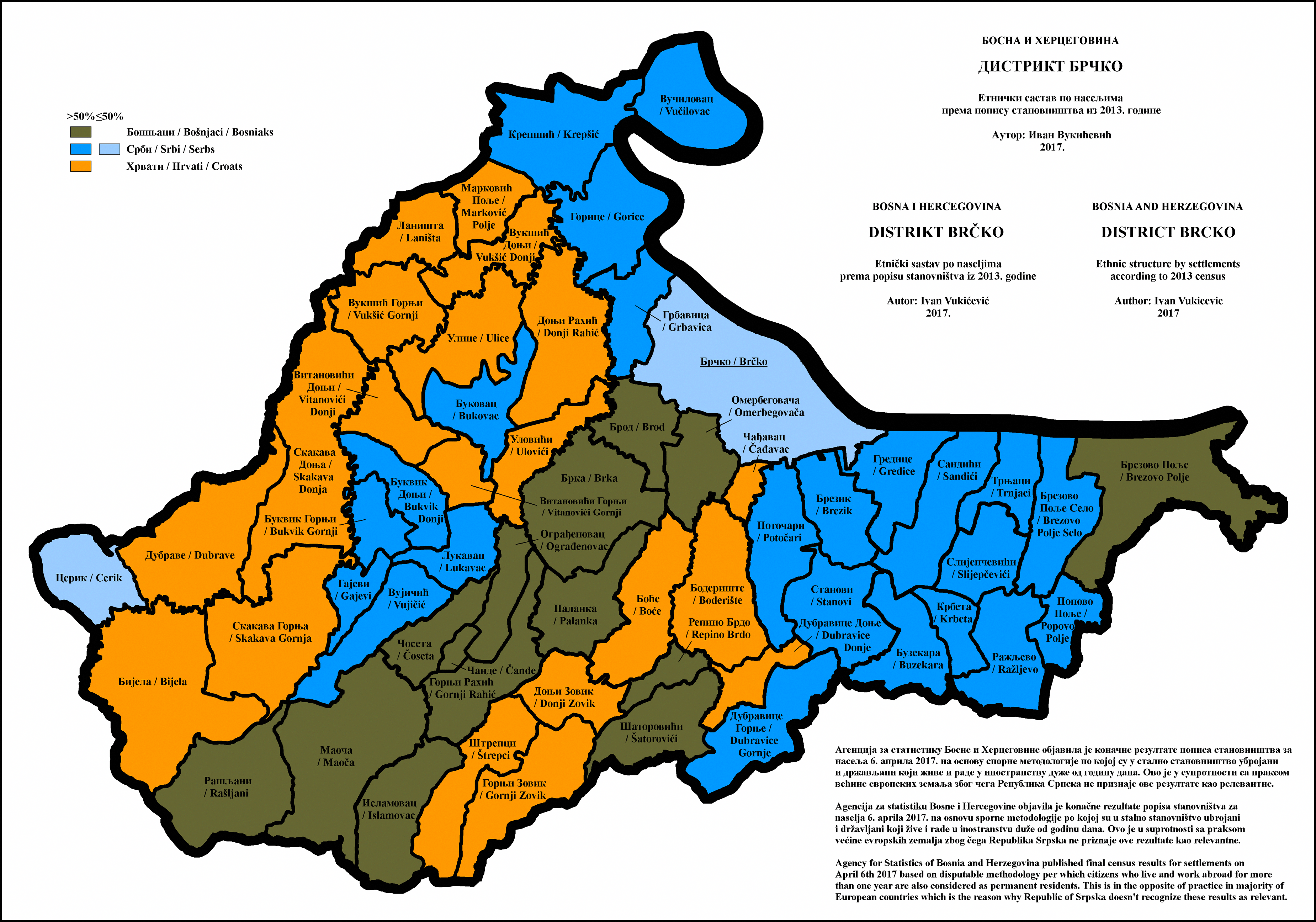
Etnická struktura Brčka podle sídel 2013
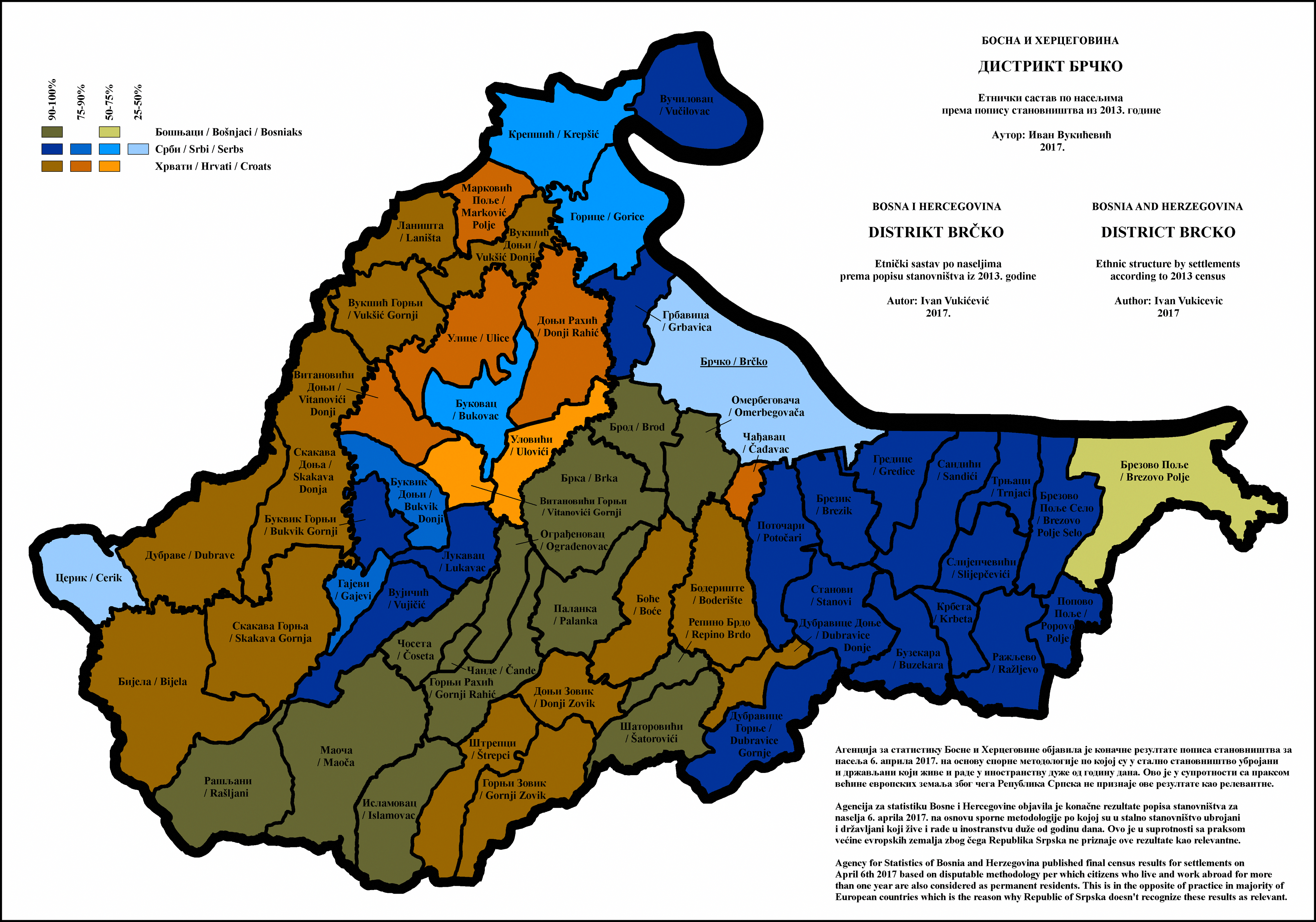
Etnická struktura Brčka podle sídel 2013
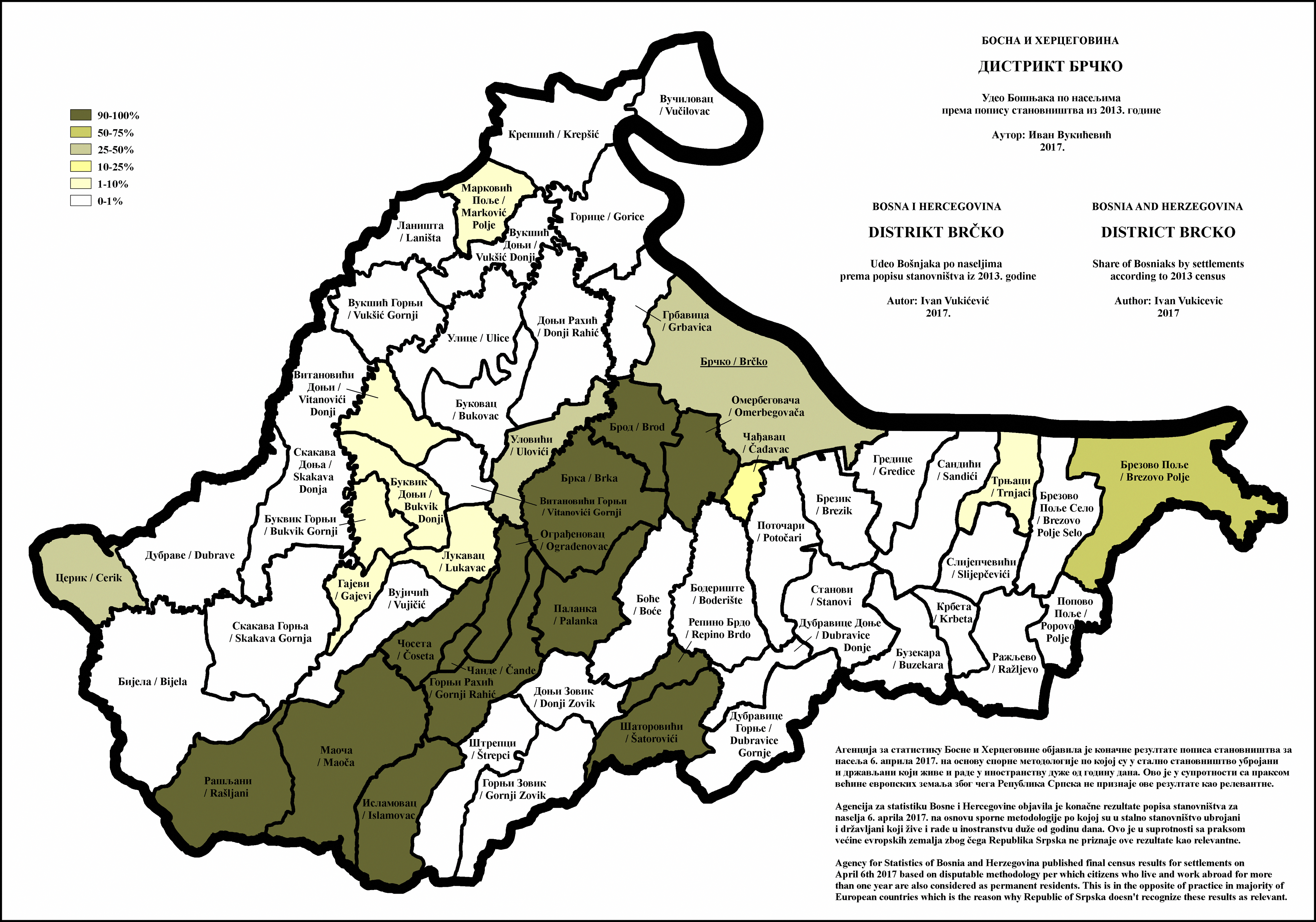
Podíl Bosňáků v Brčku podle osad 2013
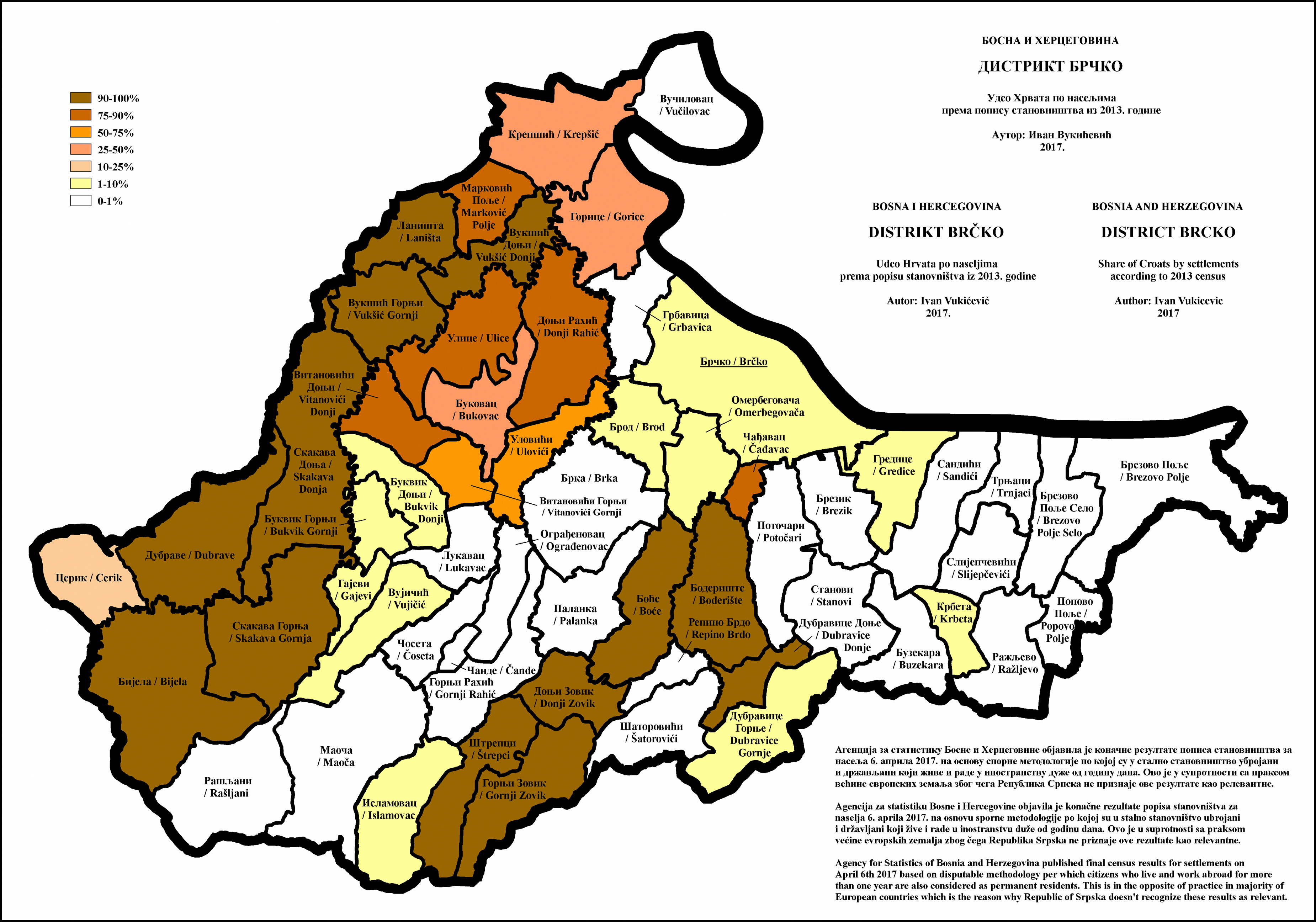
Podíl Chorvatů v Brčku podle osad 2013
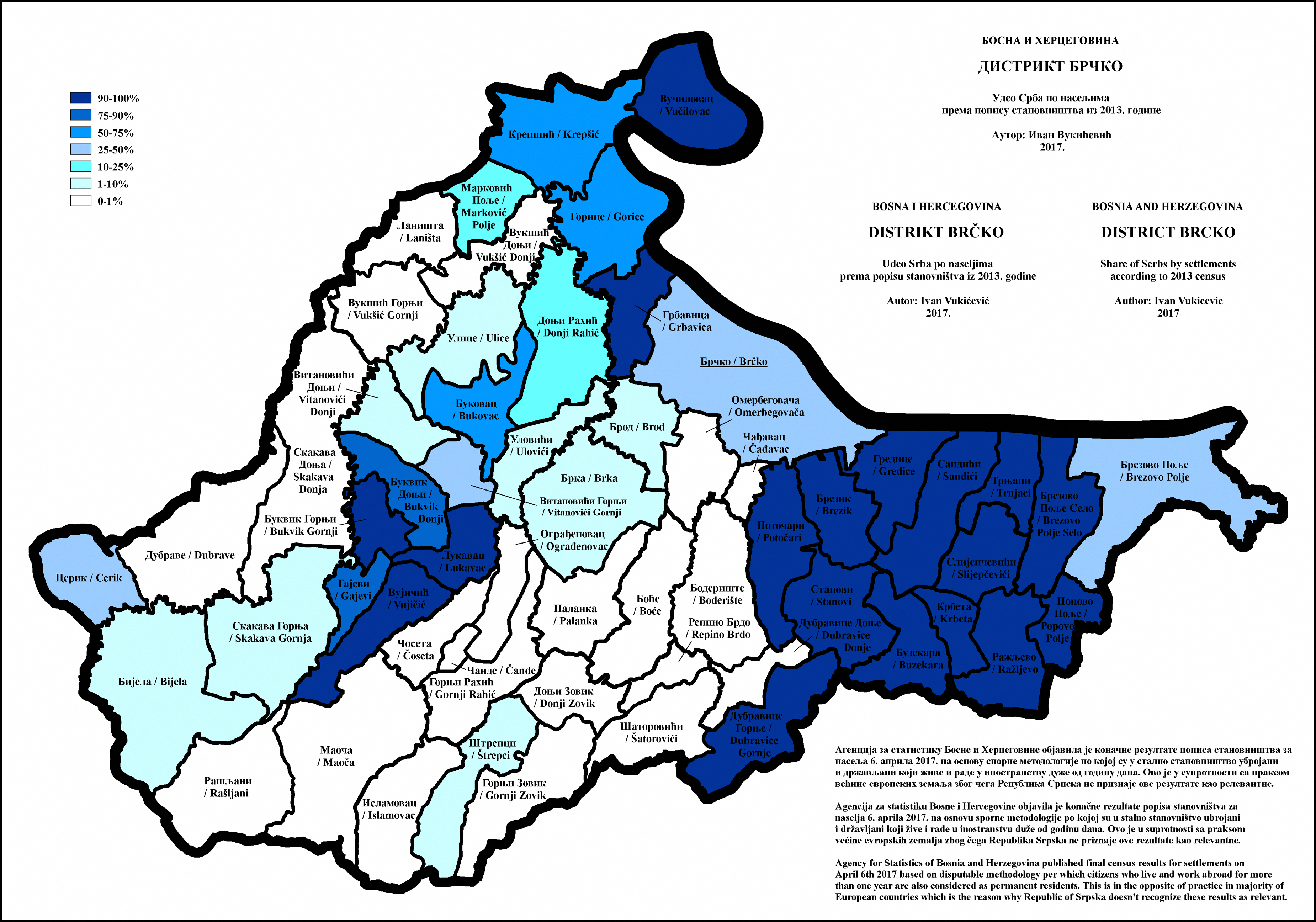
Podíl Srbů v Brčku podle osídlení 2013

## Umístění
Obec Brčko se skládá z 59 místních částí:
- Bijela
- Boće
- Boderište
- Brčko
- Brezik
- Brezovo Polje
- Brezovo Polje Selo
- Brka
- Brod
- Bukovac
- Bukvik Donji
- Bukvik Gornji
- Buzekara
- Cerik
- Čađavac
- Čande
- Čoseta
- Donji Rahić
- Donji Zovik
- Dubrave
- Dubravice Donje
- Dubravice Gornje
- Gajevi
- Gorice
- Gornji Rahić
- Gornji Zovik
- Grbavica
- Gredice
- Islamovac
- Krbeta
- Krepšić
- Laništa
- Lukavac
- Maoča
- Marković Polje
- Ograđenovac
- Omerbegovača
- Palanka
- Popovo Polje
- Potočari
- Rašljani
- Ražljevo
- Repino Brdo
- Sandići
- Skakava Donja
- Skakava Gornja
- Slijepčevići
- Stanovi
- Šatorovići
- Štrepci
- Trnjaci
- Ulice
- Ulovići
- Vitanovići Donji
- Vitanovići Gornji
- Vučilovac
- Vujičić
- Vukšić Donji
- Vuksić Gornji

## Vláda a politika
Zastupitelstvo Distriktu Brčko (Skupština Brčko distrikta) je složeno ze 31 členů. Od komunálních voleb v roce 2020 jsou mandáty rozděleny mezi následující strany:
- 5 křesel Strana demokratické akce
- 4 křesla Svaz nezávislých sociálních demokratů
- 4 křesla Socialistická strana
- 3 křesla Chorvatské demokratické společenství
- 2 křesla Svaz pro lepší budoucnost
- 2 křesla Lid a spravedlnost
- 2 křesla Sjednocená Srbská
- 2 křesla Strana demokratického pokroku
- 2 křesla Strana pro Bosnu a Hercegovinu
- 1 křeslo Bh. blok – Sociálně demokratická strana BaH a Naše strana BaH
- 1 křeslo Srbská demokratická strana
- 1 křeslo Demokratický lidový svaz
- 2 křesla pro představitele národnostních menšin

## Dozorci
Distrikt Brčko je pod dohledem mezinárodní dohlížitele, kterým je zpravidla zástupce vysokého představitele pro Bosnu a Hercegovinu. Od roku 2012 má spíše formální roli. Postupně se ve funkci vystřídali:
1. Robert William Farrand, 7. března 1997 – 2. června 2000
2. Gary L. Matthews, 2. června 2000 – 14. března 2001
3. Gerhard Sontheim, 14. března 2001 – 20. dubna 2001 (prozatímní)
4. Henry Lee Clarke, 20. dubna 2001 – 1. října 2003
5. Gerhard Sontheim, 1. října 2003 – 16. ledna 2004 (prozatímní)
6. Susan Rockwell Johnson, 16. ledna 2004 – 1. října 2006
7. Raffi Gregorian, 1. října 2006 – 2. srpna 2011
8. Gerhard Sontheim, prozatímní
9. Roderick W. Moore, 22. září 2011 – 21. října 2013
10. Tamir G. Waser, 21. října 2013 – srpen 2014
11. David M. Robinson, 1. září 2014 – červen 2015
12. Bruce G. Berton, 2. září 2015 – říjen 2017
13. Dennis Walter Hearne, říjen 2017 – únor 2019
14. Michael Scanlan, únor 2019 – 30. června 2022
15. Jonathan Mennuti, od 30. června 2022

## Starostové
Starostové obce od prvních svobodných voleb v roce 1990:
- Mustafa Ramić (Bosňák) prosinec 1990 – 7. května 1992

Starostové srbské části obce Brčko:
- Miodrag Pajić (Srb) 14. prosince 1995 – 13. listopadu 1997
- Borko Reljić (Srb) 13. listopadu 1997 – 15. dubna 1999
- Siniša Kisić (Srb) 15. dubna 1999 – 8. března 2000

Starostové Distriktu Brčko:
- Siniša Kisić (Srb) 8. března 2000 – 12. listopadu 2003

- Ivan Krndelj (Chorvat) 12. listopadu 2003 – 3. prosince 2003
- Branko Damjanac (Srb) 3. prosince 2003 – 8. prosince 2004
- Mirsad Đapo (Bosňák) 8. prosince 2004 – 12. února 2009
- Dragan Pajić (Srb) 12. února 2009 – 14. září 2011 (odvolán)
- Miroslav Gavrić (Srb) 14. září 2011 – 23. listopad 2012
- Anto Domić (Chorvat) 23. listopad 2012 – 15. listopad 2016
- Siniša Milić (Srb) 15. listopad 2016 – 10. prosince 2020 (rezignoval)
- Anto Domić (Chorvat) 10. prosince 2020 – 23. prosince 2020 (úřadující)
- Esed Kadrić (Bosňák) 23. prosince 2020 – 15. března 2023 (odvolán)
- Zijad Nešić (Bosňák) od 15. března 2023

## Výjimeční lidé
- Edo Maajka – rapper
- Mladen Petrić – chorvatský mezinárodní fotbalista
- Vesna Pisarović – popová zpěvačka
- Lepa Brena – zpěvačka
- Edvin Kanka Ćudić – obráncem lidských práv z Bosny
- Anil Dervišević – majitel volejbalového klubu Denver-Area, trenér ženského volejbalového týmu Bosny a Hercegoviny
- Dženana Šehanović – pianistka
- Anton Maglica – chorvatský fotbalista
- Jasmin Imamović – politik
- Nataša Vojnović – srbská modelka
- Mato Tadić – soudce
- Brankica Mihajlović – srbská volejbalová hráčka, mistryně světa a Evropy, stříbrná medailistka z Letních olympijských her 2016
- Ines Janković – srbská módní návrhářka
- Nikola Kovač – profesionální hráč Counter-Strike: Global Offensive